# ハコン・アルナル・ハラルドソン
ハコン・アルナル・ハラルドソン（Hákon Arnar Haraldsson、2003年4月10日 - ）は、アイスランド出身のサッカー選手。LOSCリール所属。ポジションはMF。アイスランド代表。

## クラブ経歴
アイスランドのÍAアクラネースで育成され、2019年2月26日にはアイスランド・スーパーカップのストヤルナン戦にてトップチームデビューを果たした。
2019年6月27日、16歳の時にアイスランドを離れてデンマークのFCコペンハーゲンの下部組織に加入し 、2021年5月22日に2026年までのプロ契約を結んだ。同年7月21日、UEFAヨーロッパカンファレンスリーグ予選のFCトルペド＝ベラーズ・ジョジナ戦にてトップチームデビューを果たした。
2022年11月2日に開催されたCL・グループリーグのドルトムント戦では前半終了前にゴールを決めてチャンピオンズリーグで得点した史上4人目のアイスランド人選手になるとともに、試合のマン・オブ・ザ・マッチにも輝いた。シーズンを通して通算43試合に出場して5ゴール5アシストを記録し、このシーズンのリーグ優勝を果たした。
2023年7月17日、リーグ・アンのLOSCリールに移籍した。

## 代表経歴
アイスランドの各世代別代表を経て、2022年6月2日、UEFAネーションズリーグのイスラエル代表戦にて、先発から78分までプレーしてアイスランド代表での初キャップを刻んだ。

## 人物
父親のハラルドゥル・インゴルフソンと実兄のトリグヴィ・フラフン・ハラルドソンは共にアイスランド代表での出場歴を持つ。